# Si Versailles m'était conté...
Si Versailles m'était conté... (bra: Se Versalhes Falasse ou Se Versalhes Falasse...) é um filme franco-italiano de 1954, dos gêneros comédia dramática e ficção histórica, dirigido por Sacha Guitry. A produção conta com a participação de diversas estrelas e personalidades da indústria de entretenimento na época, incluindo Édith Piaf, Orson Welles, Jean Marais, Gérard Philipe e Claudette Colbert. O filme foi distribuído nos Estados Unidos como Royal Affairs in Versailles.
Descrito como "um filme histórico que mostra Versalhes desde os seus primórdios até aos dias de hoje", a trama retrata a história de diversas personalidades que já viveram no Palácio de Versalhes.
O filme, um dos últimos de Guitry, é considerado uma das suas maiores produções, notável pela presença de um grande número de atores franceses conhecidos. Um ator desconhecido que interpretou um personagem importante é Gilbert Bokanowski (creditado como Gilbert Boka), interpretando Luís XVI. Bokanowski era, na verdade, o gerente de produção do filme, e foi escalado por causa de sua semelhança com o monarca.
"Si Versailles m’était conté..." é a primeira de três produções de Guitry com temas semelhantes. As outras duas são "Napoléon" (1955) e "Si Paris nous était conté" (1956).

## Sinopse
Após a ordenação de sua fundação, a subsequente expansão do Palácio de Versalhes começa pelo autocrático Luís XIV (Georges Marchal / Sacha Guitry). Detalhes sobre os assuntos pessoais – além das intrigas pessoais e políticas – dos reis da França são acompanhados até o início da Revolução Francesa. Após esse período, a narrativa é atualizada rapidamente. Personalidades ilustres visitam e percorrem os vastos corredores do Palácio, deixando sua marca eterna com suas presenças e as histórias de amor e vida que ali viveram.

## Elenco
- Michel Auclair como Jacques Damiens
- Jean-Pierre Aumont como Cardinal de Rohan
- Jean-Louis Barrault como François Fénelon
- Jeanne Boitel como Madame de Sevigné
- Gilbert Boka como Luís XVI
- Bourvil como Guia de Museu
- Gino Cervi como Cagliostro
- Jean Chevrier como Turenne
- Aimé Clariond como Rivarol
- Claudette Colbert como Madame de Montespan
- Nicole Courcel como Madame de Chalis
- Danièle Delorme como Louison Chabray
- Yves Deniaud como Camponês
- Daniel Gélin como Jean Collinet
- Fernand Gravey como Molière
- Sacha Guitry como Luís XIV (velho)
  - Georges Marchal como Luís XIV (jovem)
- Pierre Larquey como Guia do Museu de Versalhes
- Jean Marais como Luís XV
- Lana Marconi como Maria Antonieta
- Mary Marquet como Madame de Maintenon
- Gaby Morlay como Madame de la Motte
- Gisèle Pascal como Louise de la Vallière
- Jean-Claude Pascal como Axel de Fersen
- Édith Piaf como Mulher do Povo
- Gérard Philipe como D'Artagnan
- Micheline Presle como Madame de Pompadour
- Jean Richard como Du Croisy / Tartuffe
- Tino Rossi como Gondoleiro
- Raymond Souplex como Leiloeiro
- Jean Tissier como Guia do Museu de Versalhes
- Charles Vanel como Monsieur de Vergennes
- Orson Welles como Benjamin Franklin
- Brigitte Bardot como Mademoiselle de la Rosille
- Pauline Carton como Vizinha
- Annie Cordy como Madame Langlois
- Jean Desailly como Marivaux
- Gilbert Gil como Jean-Jacques Rousseau
- Marie Mansart como Madame de Kerlor
- Nicole Maurey como Mademoiselle de Fontanges
- Jean Murat como Louvois
- Jean-Jacques Delbo como Monsieur de la Motte
- Louis Seigner como Antoine Lavoisier

## Produção
Este foi o primeiro filme a receber permissão para ser filmado no Palácio de Versalhes, embora tenha sido criticado pelo comitê responsável pelo local devido à sua falta de precisão histórica.

## Recepção
Bosley Crowther, em sua crítica para o The New York Times, escreveu que os atores "... estão ótimos. E, Deus sabe, o filme também. O cenário, os figurinos, a elegância nas cores que raramente são vistos. M. Guitry tem seu desfile. É seu drama que é pobre. Talvez seja difícil ser convincente em apoio ao direito divino dos reis".
A empresa alemã Zweitausendeins escreveu sobre o filme: "Apesar de um grande elenco de personalidades históricas, arranjos visuais elegantes, atores renomados e algumas alfinetadas irônicas, o espetáculo divertido não ganha uma base sólida e às vezes é um pouco arrastado".
A revista TV Guide, em sua crítica do filme, escreveu: "Guitry admitiu que ele se preocupa menos com a precisão do que com a atmosfera da época ou, usando suas palavras, seu 'coração'. Isso não é importante para Guitry, já que, embora Robespierre e Maria Antonieta nunca tenham se conhecido, eles se conhecem no filme. A alegria que Guitry encontra está em imaginar o que teria ocorrido se eles tivessem se conhecido. Esta abordagem um tanto escandalosa da história não foi bem recebida pelo comitê responsável por Versalhes. Se o filme segue ou não fielmente documentos e cronologia é irrelevante; o que torna Royal Affairs in Versailles tão interessante é que o público sente que visitou Versalhes durante os anos 1700".

### Bilheteria
O filme foi a produção de maior sucesso do ano na França, arrecadando £ 6.986.788 nacionalmente e US$ 900.000 nos Estados Unidos.